# Бертус де Гардер
Йоганнес Ламбертус "Бертус" де Гардер (нід. Johannes Lambertus "Bertus" de Harder, 14 січня 1920, Гаага — 7 грудня 1982, Жемон) — нідерландський футболіст, що грав на позиції нападника, зокрема, за клуб «Бордо», а також національну збірну Нідерландів. По завершенні ігрової кар'єри — тренер.
Чемпіон Франції. 

## Клубна кар'єра
У футболі дебютував 1937 року виступами за команду «ВУК», в якій провів дванадцять сезонів. 
Своєю грою за цю команду привернув увагу представників тренерського штабу клубу «Бордо», до складу якого приєднався 1949 року. Відіграв за команду з Бордо наступні сім сезонів своєї ігрової кар'єри. Більшість часу, проведеного у складі «Бордо», був основним гравцем атакувальної ланки команди. У складі «Бордо» був одним з головних бомбардирів команди.
У 1954-1955 роках грав у складі клубу «Голланд Спорт».
Завершив професійну ігрову кар'єру у клубі «Бордо», за команду якого виступав протягом 1955—1957 років.

## Виступи за збірну
1938 року дебютував в офіційних матчах у складі національної збірної Нідерландів. Протягом кар'єри у національній команді провів у її формі 12 матчів, забивши 3 голи.
У складі збірної був учасником чемпіонату світу 1938 року у Франції де зіграв в програному матчі з Чехословаччиною (0-3).

## Кар'єра тренера
Розпочав тренерську кар'єру, ще продовжуючи грати на полі, 1957 року, очоливши тренерський штаб клубу «Ангулем».
Останнім місцем тренерської роботи був клуб «Мюлуз», головним тренером команди якого Бертус де Гардер був з 1962 по 1964 рік.
Помер 7 грудня 1982 року на 63-му році життя у місті Жемон.
| Дата       | Місто      | Господарі      | Результат | Гості      | Турнір             | Голи | Примітки |
| ---------- | ---------- | -------------- | --------- | ---------- | ------------------ | ---- | -------- |
| 21.05.1938 | Амстердам  | Нідерланди     | 1 – 3     | Шотландія  | товариський матч   | -    |          |
| 05.06.1938 | Гавр       | Чехословаччина | 3 – 0     | Нідерланди | ЧС 1938 - 1-й етап | -    |          |
| 23.10.1938 | Копенгаген | Данія          | 2 – 2     | Нідерланди | товариський матч   | -    |          |
| 26.02.1939 | Роттердам  | Нідерланди     | 3 – 2     | Угорщина   | товариський матч   | 1    | 80'      |
| 19.03.1939 | Антверпен  | Бельгія        | 5 – 4     | Нідерланди | товариський матч   | -    |          |
| 23.04.1939 | Амстердам  | Нідерланди     | 3 – 2     | Бельгія    | товариський матч   | -    |          |
| 07.05.1939 | Берн       | Швейцарія      | 2 – 1     | Нідерланди | товариський матч   | -    |          |
| 17.03.1940 | Антверпен  | Бельгія        | 7 – 1     | Нідерланди | товариський матч   | -    |          |
| 21.04.1940 | Амстердам  | Нідерланди     | 4 – 2     | Бельгія    | товариський матч   | 2    | 15' 29'  |
| 13.03.1955 | Амстердам  | Нідерланди     | 1 – 1     | Данія      | товариський матч   | -    |          |
| 03.04.1955 | Амстердам  | Нідерланди     | 1 – 0     | Бельгія    | товариський матч   | -    |          |
| 19.05.1955 | Роттердам  | Нідерланди     | 4 – 1     | Швейцарія  | товариський матч   | -    |          |
| Усього     |            | Матчів         | 12        |            | Голів              | 3    |          |

## Титули і досягнення
- Чемпіон Франції (1):

«Бордо»: 1949-1950